# Vostox
Vostox es un género de tijeretas perteneciente a la familia Spongiphoridae. Hay más de 20 especies descritas en este género.

## Especies
Las siguientes 24 especies pertenecen al género Vostox:
- Vostox americanus Steinmann, 1975
- Vostox apicedentatus (Caudell, 1904) (toothed earwig)
- Vostox asemus (Hebard, 1921)
- Vostox basalis (Burr, 1912)
- Vostox bertonii (Borelli, 1905)
- Vostox binotatus (Kirby, 1891)
- Vostox bolivianus Brindle, 1971
- Vostox brasilianus Steinmann, 1975
- Vostox brunneipennis (Audinet-Serville, 1838)
- Vostox cabrerae Rehn, 1925
- Vostox carinatus Brindle, 1977
- Vostox comitatus Steinmann, 1989
- Vostox confusus (Borelli, 1905)
- Vostox dentatus Brindle, 1988
- Vostox dubius (Moreira, 1931)
- Vostox dugueti Borelli, 1912
- Vostox ecuadorensis Steinmann, 1975
- Vostox excavatus Nutting & Gurney, 1961
- Vostox magnus Brindle, 1988
- Vostox ocellatus Brindle, 1971
- Vostox quadripunctatus Brindle, 1971
- Vostox recurrens (Burr, 1912)
- Vostox similis (de Bormans, 1883)
- Vostox vicinus (Burr, 1912)

## Lectura adicional
- Steinmann, H. (1989).  Spencer, K. A., ed. World Catalogue of Dermaptera. Series Entomologica 43. Kluwer Academic Publishers. ISBN 978-0-7923-0096-0.
- Jarvis, Karl J.; Haas, Fabian; Whiting, Michael F. (2005). «Phylogeny of earwigs (Insecta: Dermaptera) based on molecular and morphological evidence: reconsidering the classification of Dermaptera». Systematic Entomology 30 (3): 442-453. doi:10.1111/j.1365-3113.2004.00276.x.

- Datos: Q10716897
- Especies: Vostox